# Oestranthrax myrmecaeluri
Oestranthrax myrmecaeluri är en tvåvingeart som beskrevs av Miksch 1993. Oestranthrax myrmecaeluri ingår i släktet Oestranthrax och familjen svävflugor.
Artens utbredningsområde är Grekland. Inga underarter finns listade i Catalogue of Life.